# Organski statut Kraljevine Poljske
Organski statut Kraljevine Poljske (poljsko Statut Organiczny dla Królestwa Polskiego, rusko Органический статут царства Польского, latinizirano: Organičeskij statut carstva Poljskogo) je bil statut, ki je po neuspeli januarski vstaji vstaji v Kongresni Poljski nadomestil poljsko ustavo iz leta 1815. Statut je v okupirani Varšavi 13./25. marca 1832 razglasil maršal Ivan Fjodorovič Paskevič, imenovan za namestnika Kraljevine Poljske.
V spomin na carjevo zadušitev kadetske revolucije na Poljskem je Aleksander Puškin napisal svoj spis Ob zavzetju Varšave, v katerem je pozdravil kapitulacijo poljske prestolnice kot "končno zmagoslavje" matere Rusije. Drugi pisci so se mu pridružili.
Statut, ki ga je podpisal cesar Nikolaj I., je nadomestil personalno unijo med Kongresno Poljsko in Ruskim carstvom z "večno vključitvijo" Poljske v Rusijo. Personalna unija je bila navedena v prvem členu poljske ustave iz leta 1815. Poljski parlament (poljsko Sejm) je bil ukinjen, njena vojska pa je bila vključena v rusko vojsko.
Med preostale elemente avtonomije, ki jih statut ni spremenil, so bili Državni svet, Upravni svet in Poljska banka. Od petih vladnih komisij sta bili dve, vojaška in versko/prosvetna, razpuščeni. Ostale so komisije za finance, pravosodje in notranje zadeve. Moč poljskega namestnika se je s Statutom še povečala. 